# George Combe

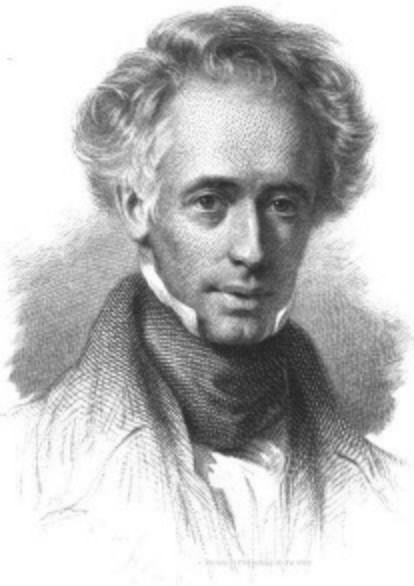
George Combe (1836) von Daniel Macnee

George Combe (* 21. Oktober 1788 in Edinburgh; † 14. August 1858 in Farnham, England) war ein schottischer Rechtsanwalt und Schriftsteller, der sich mit Phrenologie und Bildung beschäftigt hat.

## Leben und Wirken
Combe war das fünfte Kind und der dritte Sohn der 17 Kinder von George Comb († 1815), einem Brauer, und dessen Frau Marion Newton († 1819). Er wuchs mit seinem jüngeren Bruder Andrew Combe in der Nähe von Edinburgh auf. Nachdem er die High School von Edinburgh besuchte, begann er 1804 sein Studium der Rechtswissenschaften an der University of Edinburgh. Gleichzeitig arbeitete er in einer Anwaltskanzlei, bis er 1812 seine eigene Kanzlei eröffnete, welche außerordentlich erfolgreich war, da er durch seine Klugheit und Gewissenhaftigkeit einen guten Rechtsanwalt abgab und so eine große Kanzlei unterhielt.
Als im Jahr 1815 die Edinburgh Review einen Artikel über das System der „Kraniologie“ von Franz Joseph Gall und Johann Gaspar Spurzheim enthielt, welche von der Öffentlichkeit als „ein Stück gründlicher Quacksalberei von Anfang bis Ende“ angeprangert wurde, begann Combe sich für die Phrenologie zu interessieren und als Spurzheim 1816 zu Besuch in Edinburgh war, begann Combe sich ernsthaft mit der Lehre zu befassen.
1823 gründete er, mit Hilfe seiner Freunde und zusammen mit seinem Bruder, das Edinburgh Phrenological Journal, das er bis 1846 herausgab.
Er heiratete 1833 Cecilia Siddons, eine Tochter der Schauspielerin Sarah Siddons.
Nachdem er 1837 nach Deutschland ging und seine Kanzlei auflöste, um sich vollständig der Phrenologie zu widmen, besuchte er zusammen mit seiner Frau die Vereinigten Staaten. Er blieb zwei Jahre und hielt während des Aufenthalts 158 Vorträge über die Phrenologie. Nach seiner Rückkehr nach Großbritannien im Juni 1840 veröffentlichte er seine Moralphilosophie.
Im Jahr 1842 hielt Combe einen Kurs mit 22 Vorträgen über Phrenologie in der Ruprecht-Karls-Universität Heidelberg, zudem reiste er viel in Europa, besuchte Schulen, Gefängnisse und Irrenanstalten.
Combe versuchte die Bildung der unteren Schichten zu verbessern und so half er einer Schule, die mit den Prinzipien von William Ellis laufen sollte, nur ohne den religiösen Hintergrund. Sie eröffnete am 4. Dezember 1848 mit William Mattieu Willams als Reaktor. Wegen der großen Nachfrage zog die Schule kurz nach der Eröffnung schon um. Doch als Willams 1854 die Schule verließ, war das der Zusammenbruch des ehrgeizigen und enzyklopädischen Lehrplans. So mutierte die Schule in einen Hörsaal und zeigt, dass die Bildungsidee von Combe „flüchtig“ ist, obwohl sie einige pädagogische Ideen eingebunden hat.

## Schriften (Auswahl)
Bücher
- Essays on phrenology, or an inquiry into the principles and utility of the system of Drs Gall and Spurzheim, and into the objections made against it. Bell & Bradfute, Edinburgh 1819 (Digitalisat).
- Elements of phrenology. John Anderson jun., Edinburgh 1824 (Digitalisat).
  - 2., verbesserte und erweiterte Auflage, John Anderson jun., Edinburgh 1824 (Digitalisat).
  - 3., verbesserte und erweiterte Auflage, John Anderson jun., Edinburgh 1828 (Digitalisat).
  - 4., verbesserte und erweiterte Auflage, Maclachlan & Stewart, and John Anderson jun., Edinburgh 1836 (Digitalisat).
  - 5., verbesserte und erweiterte Auflage, Maclachlan, Stewart, & Co., and John Anderson jun., Edinburgh 1841 (Digitalisat).
  - 6., verbesserte und erweiterte Auflage, Maclachlan, Stewart, & Co., Edinburgh 1845 (Digitalisat).
  - 7., verbesserte und erweiterte Auflage, Maclachlan and Stewart, Edinburgh 1850 (Digitalisat).
  - 8., verbesserte und erweiterte Auflage, Maclachlan and Stewart, Edinburgh 1855 (Digitalisat).
  - 9. Auflage, Maclachlan and Stewart, Edinburgh 1862 (Digitalisat).
  - 10. Auflage, Maclachlan and Stewart, Edinburgh 1873 (Digitalisat).
  - Nuevo manual de frenolojía, escrito en inglés […]. Revista medica, Cadiz 1840 (Digitalisat).
- Outlines of phrenology. John Anderson jun., Edinburgh 1824.
  - = Outlines of phrenology. In: Transactions of the Phrenological Society. 1824, S. 66–88 (Digitalisat).
  - 2. Auflage, John Anderson jun., Edinburgh 1824.
  - 3., überarbeitete und erweiterte Auflage, John Anderson jun., Edinburgh 1824 (Digitalisat).
  - 5. Auflage, John Anderson jun., Edinburgh 1835 (Digitalisat).
  - 6. Auflage, Maclachlan & Stewart, and John Anderson jun., Edinburgh 1836 (Digitalisat).
  - 7. Auflage, Maclachlan & Stewart, and John Anderson jun., Edinburgh 1838 (Digitalisat).
  - 8. Auflage, Edinburgh 1844.
  - 9. Auflage, Edinburgh 1854.
- A system of phrenology. John Anderson jun., Edinburgh 1824.
  - 2. Auflage, John Anderson jun., Edinburgh 1825 (Digitalisat).
  - 3. Auflage, John Anderson jun., Edinburgh 1830 (Digitalisat).
  - 4. Auflage, 2 Bände, Maclachlan & Stewart, and John Anderson jun., Edinburgh 1836 (Band 1, Band 2).
  - 5., überarbeitete Auflage, 2 Bände, Maclachlan & Stewart, Edinburgh 1853 (Band 1, Band 2).
  - System der Phrenologie. Friedrich Vieweg und Sohn, Braunschweig 1833 (Digitalisat) – übersetzt von Stephan Eduard Hirschfeld (1806–1845).
  - Traité de phrénologie. 2 Bände, Brüssel 1840 (Band 1, Band 2) – übersetzt von  Henri Lebeau.
- The constitution of man considered in relation to external objects. John Anderson jun., Edinburgh 1828 (Digitalisat).
  - 2., korrigierte und erweiterte Auflage, John Anderson jun., Edinburgh 1835 (Digitalisat).
  - 3. Auflage, John Anderson jun., Edinburgh 1835.
  - 4., überarbeitete, korrigierte und erweiterte Auflage, William and Robert Chambers, Edinburgh 1836 (Digitalisat).
  - 5., überarbeitete, korrigierte und erweiterte Auflage, John Anderson jun., Edinburgh 1835 (Digitalisat).
  - 6., überarbeitete, korrigierte und erweiterte Auflage, John Anderson jun., Edinburgh 1836 (Digitalisat).
  - 7., überarbeitete, korrigierte und erweiterte Auflage, Maclachlan & Stewart, and John Anderson jun., Edinburgh 1845 (Digitalisat).
  - 8., überarbeitete, korrigierte und erweiterte Auflage, MacLachlan, Stewart, & Co., Edinburgh 1847 (Digitalisat, Volltext).
  - 9. Auflage, Maclachlan and Stewart, Edinburgh 1860 (Digitalisat).
  - Das Wesen des Menschen und sein Verhältniss zu der Aussenwelt. Bremen 1838 (Digitalisat) – übersetzt von Stephan Eduard Hirschfeld (1806–1845).
- The constitution of man considered in relation to external objects. Abridged for the use of families and schools. Maclachlan & Stewart, and John Anderson jun., Edinburgh 1838 (Digitalisat).
- On the functions of the cerebellum, by Drs Gall, Vimont, and Broussais […] also answers to the objections urged against phrenology by Drs Roget, Rudolphi, Prichard, and Tiedemann. MacLachlan & Stewart, Edinburgh 1838 (Digitalisat, Digitalisat) – Übersetzungen aus dem Französischen mit seinem Bruder.
- An address delivered at the anniversary celebration of the birth of Spurzheim, and the organization of the Boston Phrenological Society, December 31, 1839. Marsh, Capen, Lyon & Webb, Boston 1840 (Digitalisat).
- Moral philosophy; or the duties of man considered in his individual, social, and domestic capacities. Maclachlan, Stewart, & Co., Edinburgh 1840 (Digitalisat).
- Notes on the United States of North America, during a phrenological visit in 1838–9–40. 3 Bände, Maclachlan, Stewart, & Co., Edinburgh 1841 (Band 1, Band 2, Band 3).
  - 2 Bände, Carey & Hart, Philadelphia 1841 (Band 1, Band 2).
- On the relation between religion and science. Maclachlan, Stewart, & Co., Edinburgh 1847 (Digitalisat).
  - = On the relation between religion and science. In: The Phrenological journal, and magazine of moral science for the year 1847. Band 20, Nr. XCII, Edinburgh 1847, S. 193–239 (Digitalisat).
  - 2. Auflage, Edinburgh 1847.
  - 3., korrigierte Auflage, Maclachlan and Stewart, Edinburgh 1857 (Digitalisat).
  - On the relation between science and religion. 4. Auflage, Maclachlan and Stewart, Edinburgh 1857 (Digitalisat).
  - 4., erweiterte Auflage, Maclachlan and Stewart, Edinburgh 1857 (Digitalisat).
  - 5. Auflage, Maclachlan and Stewart, Edinburgh 1872 (Digitalisat).
  - Die Wissenschaft in ihrer Beziehung zur Religion. Eduard Heinrich Mayer, Leipzig 1857 (Digitalisat) – nach der 4. Auflage.
- The life and correspondence of Andrew Combe. Maclachlan and Stewart, Edinburgh 1850 (Digitalisat).
- An inquiry into natural religion, its foundation, nature, and applications. Neil and Co., Edinburgh 1853.
- Remarks on the principles of criminal legislation, and the practice of prison discipline. Simpkin, Marshall and Co., London 1854 (Digitalisat).
- Phrenology applied to painting and sculpture. Simpkin, Marshall, and Co., London 1855 (Digitalisat).

Ausgewählte Schriften
- The select works of George Combe. 5 Bände, 1894 (Band 1).